# Ava Lee
Ava Soon Lee, född 4 april 2006, är en amerikansk-haitisk taekwondoutövare. Hennes syster, Lauren Lee, är också en taekwondoutövare.

## Karriär
I maj 2023 tävlade Lee i 73 kg-klassen vid VM i Baku, där hon blev utslagen i sextondelsfinalen av egyptiska Maisoun Farouk. I juli 2023 tog Lee silver i 67 kg-klassen vid centralamerikanska och karibiska spelen i San Salvador efter en finalförlust mot kubanska Arlettys Acosta. I oktober 2023 tog hon silver i 67 kg-klassen vid panamerikanska spelen i Santiago efter en finalförlust mot mexikanska Leslie Soltero.
I maj 2024 tog Lee silver i 73 kg-klassen vid panamerikanska mästerskapen i Rio de Janeiro efter en finalförlust mot kubanska Arlettys Acosta.